# Église Saint-Marc-et-Sainte-Marie d'Encamp
L'église Saint-Marc-et-Sainte-Marie (catalan : església de Sant Marc i Santa Maria) est une église romane située à Encamp, en Andorre. L'édifice est classé Bé d'interès cultural par l'État andorran.